# Schloss Goldegg (Niederösterreich)

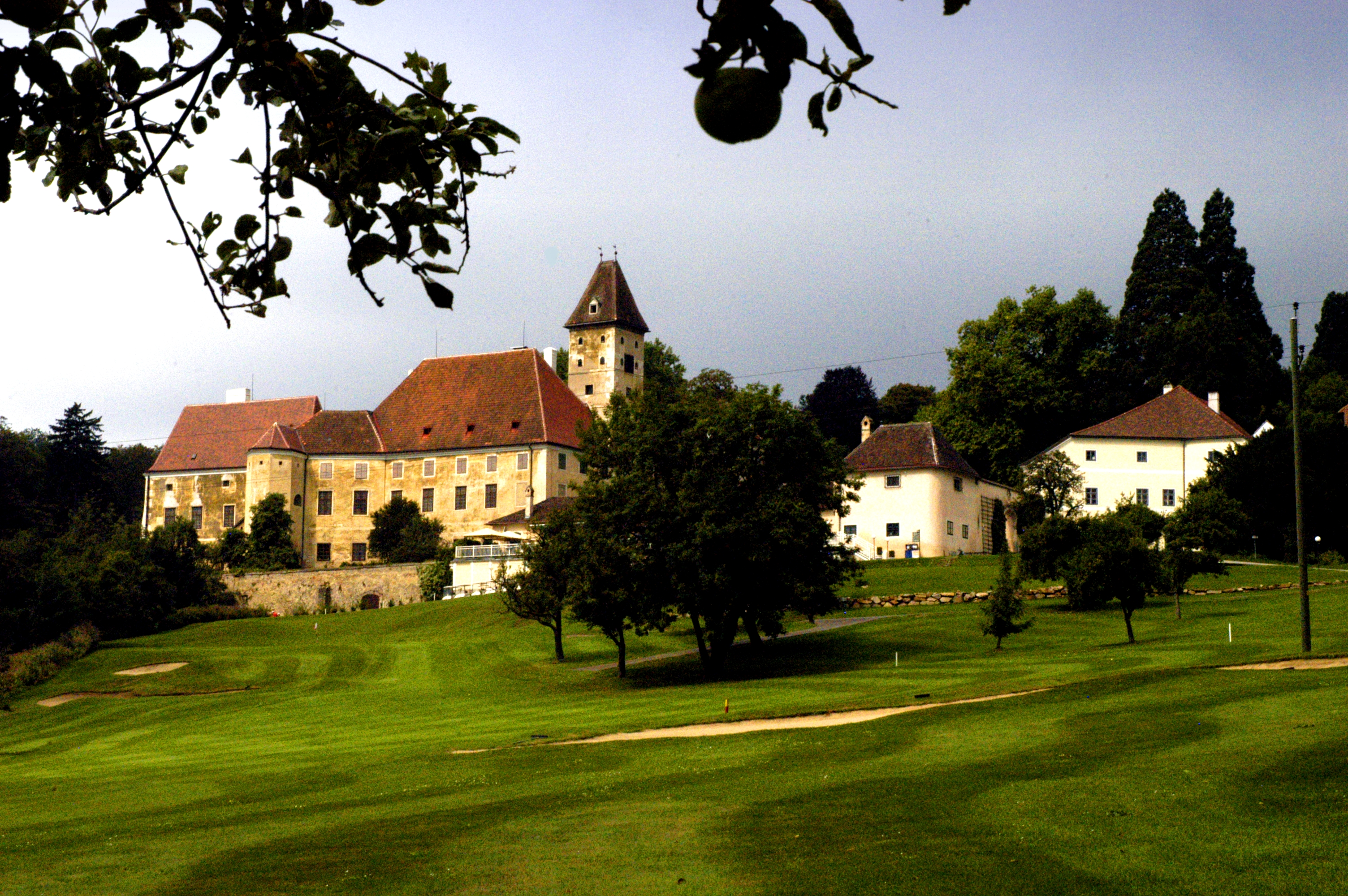
Schloss Goldegg (2011)

Das Schloss Goldegg steht erhöht auf einem südlichen Ausläufer des Dunkelsteiner Waldes im Ort Goldegg auf Nr. 1 in der Gemeinde Neidling in Niederösterreich. 

## Schloss Goldegg
Urkundlich wird im Jahre 1293 ein Wézil von Goldegg genannt. Der landesfürstliche Besitz ging im Jahre 1326 als Lehen an die Familie Goldegg, was den Namen der Burg und des Ortes begründet. Dem folgten weitere Lehenswechsel und Besitzerwechsel. 1495 wird die Kapelle unter dem Besitzer Stephan Uttendorfer genannt. Von 1589 bis 1639 wurde aus der bestehenden Burg mit Bergfried, Palas und Kapelle durch eine großzügige Umgestaltung durch die Familie Enenkel ein weites unregelmäßiges dreiflügeliges Schloss der Spätrenaissance. Im Jahre 1641 gelangte das Schloss an Johann Mathias Prücklmayer, Freiherr von und zu Goldegg, der es seiner Tochter vermachte. Diese verkaufte es 1669 an die Familie Trautson, welche mit einem weiteren Ausbau der Anlage begann. Von 1782 bis 2015 steht das Schloss im Besitz der Familie Auersperg. Im Jahr 2014 geht der Besitz an die Tochter von Egmont Auersperg und damit an die Familie Auersperg-Zaksek. Kriegsschäden von 1945 wurden später behoben.
Im Südwesten der Schlossanlage ist der annähernd quadratische Bergfried und Palas der Burg erkennbar. Daran schließt im Osten die spätere Kapelle an, welche mit dem Chor weit nach Süden auskragt bzw. vorgebaut wurde. Weiter nach Osten wurde dann das Herrenhaus mit anschließendem Torturm errichtet. Nach Norden in der Achse der Kapelle wurde mit einem Küchentrakt erweitert. Die Erweiterung Herrenhaus und Küchentrakt wurde dann mit einem Schlosshof versehen, welcher in der Nordostecke mit einem Eckturm versehen wurde.

## Schlosskapelle
Die dreijochige Kapelle Zum gekreuzigten Heiland ist kreuzgratgewölbt und mit reichem Stuck aus dem Ende des 17. Jahrhunderts versehen. Das Altarblatt Christus am Kreuz ist von Josef Baldauf von 1839. Die Leinwandbilder Hl. Andreas, der das Kreuz umfängt von 1745 und Christus in der Vorhölle aus 1747 sind von Martin Johann Schmidt. Im Lichthof neben dem Kapelleneingang ist eine Grabplatte für Charlotte Auersperg, geborene von Lasberg, von 1743.

## Schlossgarten
Nördlich des Schlosses liegt ein Schlossgarten als Hauptbeispiel niederösterreichischer Gartenkunst. Der Goldegger Bach und andere Wasserläufe bedingten mehrere Brücken. Es gibt einen kleinen Teich mit einer Insel. Bemerkenswerte Gebäude sind ein hölzernes Lusthaus mit elliptischem Grundriss und Schindeldach um 1800 und ein zweigeschoßiges Glashaus mit einer Tragkonstruktion aus Eisen um 1900.

## Kleindenkmäler
An der Zufahrt zum Schloss steht eine Statue des hl. Johannes Nepomuk auf einem Volutensockel aus der Mitte des 18. Jahrhunderts. Im Schlossgarten steht eine Mariensäule von 1910.